# CD Universidad de Concepción
Club Deportivo Universidad de Concepción – chilijski klub piłkarski z siedzibą w mieście Concepción, stolicy regionu Biobío.

## Osiągnięcia

### Krajowe
- Primera División

| zwycięstwo (0):     | –              |
| drugie miejsce (2): | 2007 (C), 2018 |

- Copa Chile

| zwycięstwo (2):     | 2009, 2014/15 |
| drugie miejsce (0): | –             |

- Supercopa de Chile

| zwycięstwo (0):     | –    |
| drugie miejsce (1): | 2015 |

## Historia
Klub założony został 8 sierpnia 1994 roku i gra obecnie w pierwszej lidze chilijskiej (Primera División de Chile).
Występy ligowe:
- 4 sezony w pierwszej lidze: od roku 2003 do dziś
- 5 sezonów w drugiej lidze: 1998-2002
- 4 sezony w trzeciej lidze: 1994-1997

### Skład z 2006 roku
| Nr | Kraj      | Zawodnik                     | Pozycja   |
| -- | --------- | ---------------------------- | --------- |
| 1  | Chile     | Juan Luis Mora Parada        | bramkarz  |
| 2  | Chile     | Juan Pablo Toro              | obrońca   |
| 3  | Chile     | Osvaldo González             | obrońca   |
| 4  | Chile     | Lisandro Henríquez           | obrońca   |
| 6  | Chile     | Mauricio Aros                | obrońca   |
| 8  | Chile     | Roberto Ordenes              | pomocnik  |
| 9  | Chile     | Leonardo Monje               | napastnik |
| 10 | Argentyna | Gustavo Lorenzetti           | pomocnik  |
| 11 | Paragwaj  | Manuel Maciel                | napastnik |
| 12 | Chile     | Alex Varas                   | bramkarz  |
| 13 | Chile     | Eduardo Arancibia            | pomocnik  |
| 16 | Chile     | Alex Hidalgo                 | pomocnik  |
| 17 | Chile     | Patricio Monsálvez Monsálvez | obrońca   |
| 18 | Chile     | Ricardo Viveros              | napastnik |
| 20 | Chile     | Ricardo Parada               | napastnik |
| 21 | Chile     | Freddy Segura                | pomocnik  |
| 22 | Urugwaj   | Federico Elduayén            | bramkarz  |
| 23 | Chile     | Fernando Solís               | obrońca   |
| 25 | Chile     | Mauricio Muñoz               | pomocnik  |
| 29 | Chile     | Boris Isla Peñailillo        | bramkarz  |
| 30 | Chile     | Héctor Tapia                 | obrońca   |
| –  | Chile     | Hugo Bascuñán                | obrońca   |
| –  | Paragwaj  | Fernando Giménez             | pomocnik  |
| –  | Chile     | Miguel Maldonado             | pomocnik  |
| –  | Chile     | Leonel Mena                  | obrońca   |
| –  | Chile     | Jairo Neira                  | pomocnik  |
| –  | Chile     | Juan José Ossandón           | napastnik |